# Johannes Winter (Wissenschaftsmanager)
Johannes Winter (* 1977 in Hannover) ist ein deutscher Wirtschaftsgeograph und Wissenschaftsmanager. Er ist seit September 2022 Chief Strategy Officer und Direktoriumsmitglied des KI-Forschungszentrums L3S. Seit 2023 ist er zudem Geschäftsführer und Direktoriumsmitglied von „CAIMed - Niedersächsisches Zentrum für KI und Kausale Methoden in der Medizin“. Zuvor leitete er von 2017 bis 2022 die Geschäftsstelle der deutschen Plattform Lernende Systeme und von 2015 bis 2022 den Technologiebereich der Deutschen Akademie der Technikwissenschaften (acatech).

## Werdegang
Nach dem Abitur am Max-Planck-Gymnasium Göttingen studierte  Winter von 1998 bis 2004 Volkswirtschaftslehre, Humangeographie, Politikwissenschaften und Sozialökonomik an der Universität Osnabrück, der University of Cantabria (Santander) und der Georg-August-Universität Göttingen. Er schloss das Diplom-Studium als Stipendiat des Deutschen Akademischen Austauschdienstes mit einer Arbeit zu sozioökonomischen Integrationsprozessen in Bolivien ab. Anschließend ging Winter an das Wirtschaftsgeographische Institut der Universität zu Köln, wo er 2008 mit einer von der Deutschen Forschungsgemeinschaft geförderten Arbeit zu Kompetenzentwicklung in der Automobilindustrie anhand der Fallstudie zu Volkswagen Poznan bei Martina Fuchs promoviert wurde.
2008 wechselte Winter als wissenschaftlicher Referent zur Deutsche Akademie der Technikwissenschaften (acatech) und koordinierte dort die Themenbereiche Medizintechnik, Produktentstehung und Produktion. 2009 wurde er persönlicher Referent des Präsidenten  Henning Kagermann und unterstützte diesen bei der Entwicklung der industriepolitischen Leitkonzepte Industrie 4.0, das 2011 gemeinsam mit  Wolfgang Wahlster und  Wolf-Dieter Lukas auf der Hannover Messe veröffentlicht wurde, sowie Smart Service Welt, das 2014 gemeinsam mit Frank Riemensperger, Wolfgang Wahlster, Dieter Schweer, Dirk Hoke, Johannes Helbig, August-Wilhelm Scheer und Bernd Leukert vorgestellt wurde.
Von 2015 bis 2022 leitete Winter die Technologieabteilung der Deutschen Akademie der Technikwissenschaften (acatech) und beteiligte sich an Strategien und Stellungnahmen der wissenschaftsbasierten Politikberatung in den Bereichen Künstliche Intelligenz, Industrie 4.0, Smart Services und Autonome Systeme. 2017 wurde Winter Leiter der Geschäftsstelle der neugegründeten Plattform Lernende Systeme unter Vorsitz der Bundesforschungsministerin Johanna Wanka und des acatech-Präsidenten Dieter Spath. Die deutsche Plattform für Künstliche Intelligenz wird durch das Bundesministerium für Bildung und Forschung gefördert. Von 2018 bis 2021 führte er die Geschäftsstelle unter Bundesforschungsministerin Anja Karliczek und acatech-Präsident Karl-Heinz Streibich, 2022 leitete er die Geschäfte der Plattform unter Bundesforschungsministerin Bettina Stark-Watzinger sowie acatech-Präsident Reinhard Ploss. Winter lehrt Wissenschaftsmanagement und Innovationsmanagement im Masterstudiengang an der Hochschule für Wirtschaft und Recht Berlin.
Seit September 2022 ist er Chief Strategy Officer und Mitglied des Direktoriums des KI-Forschungszentrums L3S. Seit November 2023 ist Winter zudem Geschäftsführer und Direktoriumsmitglied von CAIMed - Lower Saxony Center for Artificial Intelligence and Causal Methods in Medicine.

## Gremien
Winter ist Juror des  Best of Consulting Awards der Wirtschaftswoche und Mitglied verschiedener wissenschaftlicher und innovationspolitischer Beiräte wie KI-Campus, D2030,  Z-Inspection, FCAS-Forum und AI Grid. Zudem beteiligte er sich in wissenschafts- und innovationspolitischen Arbeitsgruppen, darunter im Hightech-Forum des Bundesforschungsministeriums, der KI-Normungsroadmap von DIN/VDE-DKE und im Digital-Gipfel der Bundesregierung.

## Werke (Auswahl)
- Zwischen Hierarchie und Heterarchie: Kompetenzveränderungen in Tochterbetrieben internationaler Automobilunternehmen am Standort Polen. LIT Verlag, 2009. ISBN 978-3-8258-1792-3
- The evolutionary and disruptive potential of Industrie 4.0. In: Hungarian Geographical Bulletin, Vol. 69, (2), pp. 83-97, 2020.
- Digital Business Model Innovation: Empirical insights into the drivers and value of Artificial Intelligence. In: International Journal of Computers and Technology, Vol. 21, pp. 63-75., 2021.
- Digitalisierung am Scheideweg. CICERO, 23. August 2020[25].